# 消融区
在冰川學中，消融區（ablation zone）是指冰量每年「因消融而損失」超過「因降水而增加」的冰川區域。
一般而言，以最熱月月均溫0°C的等溫線為界，分為堆積區和消融區。

## 山岳冰河
以最熱月月均溫0°C的等溫線為界，上游地勢較高，溫度較低，冰雪終年堆積，屬於冰河的堆積區；下游地勢較低，溫度較高，一旦溫度超過0°C，冰河便會使消融，屬於冰河的消融區。

## 大陸冰河
以最熱月月均溫0°C的等溫線為界，緯度較高者，溫度較低，冰雪終年堆積，屬於冰河的堆積區；緯度較低者，溫度較高，一旦溫度超過0°C，冰河便會使消融，屬於冰河的消融區。